# Gatey
Gatey ist eine französische Gemeinde im Département Jura in der Region Bourgogne-Franche-Comté. Sie gehört zum Arrondissement Dole und zum Kanton Tavaux. 
Die Nachbargemeinden sind Saint-Baraing im Norden, Balaiseaux im Nordosten, Le Deschaux und Tassenières im Osten, Chêne-Bernard im Südosten, Pleure und Chaînée-des-Coupis im Süden, Asnans-Beauvoisin im Westen und Chaussin im Nordwesten.

## Weblinks

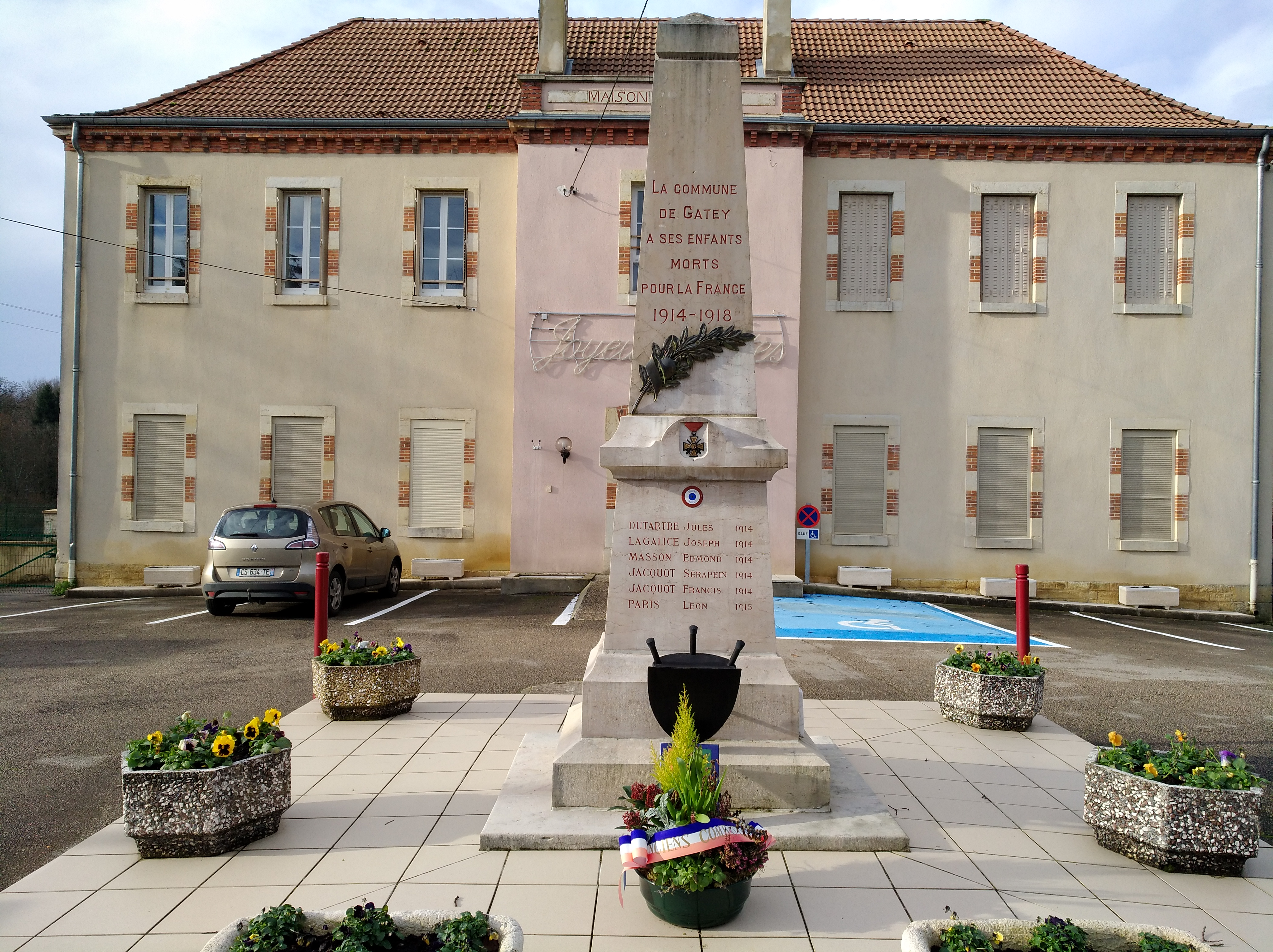
Gefallenendenkmal vor der Mairie in Gatey

## Bevölkerungsentwicklung
| Jahr                       | 1962 | 1968 | 1975 | 1982 | 1990 | 1999 | 2006 | 2017 |
| Einwohner                  | 298  | 271  | 240  | 229  | 256  | 247  | 286  | 371  |
| Quellen: Cassini und INSEE |      |      |      |      |      |      |      |      |